# Jane Sandanski
Jane Sandanski (bulharsky Яне Сандански, makedonsky Јане Сандански; 18. května 1872, Vlahi – 22. dubna 1915 Melnik) byl bulharský revolucionář. Bulhaři i Makedonci ho považují za svého národního hrdinu.
Patřil k vůdcům tajné paravojenské organizace VMRO (Vnitřní makedonská revoluční organizace), která bojovala proti nadvládě Turecka na územích, která byla osídlena převážně slovanským obyvatelstvem, ale jejíž jednotky ("čety") sváděly boje také s prosrbskými a prořeckými silami. Vedl její nejlevicovější křídlo. Zúčastnil se tzv. Ilindenského povstání, které vypuklo roku 1903. Jeho porážka osmanskými silami vedla k rozštěpení VMRO (Sandanski byl pravicovými frakcemi dokonce odsouzen k trestu smrti), načež se Sandanski a jeho frakce spojila s mladotureckým hnutím (založil tzv. Národní federativní stranu (bulharskou sekci)) a podíleli se i na mladotureckém puči, který se pokoušel svrhnout sultána Abdulhamida II. Od mladoturků si Sandanski sliboval vytvoření Balkánské federace. Sandanského skupina se zapojila i do Balkánských válek v letech 1912–1913, když nakonec podporovala bulharské síly. Sandanski byl roku 1915 zavražděn svými politickými oponenty.

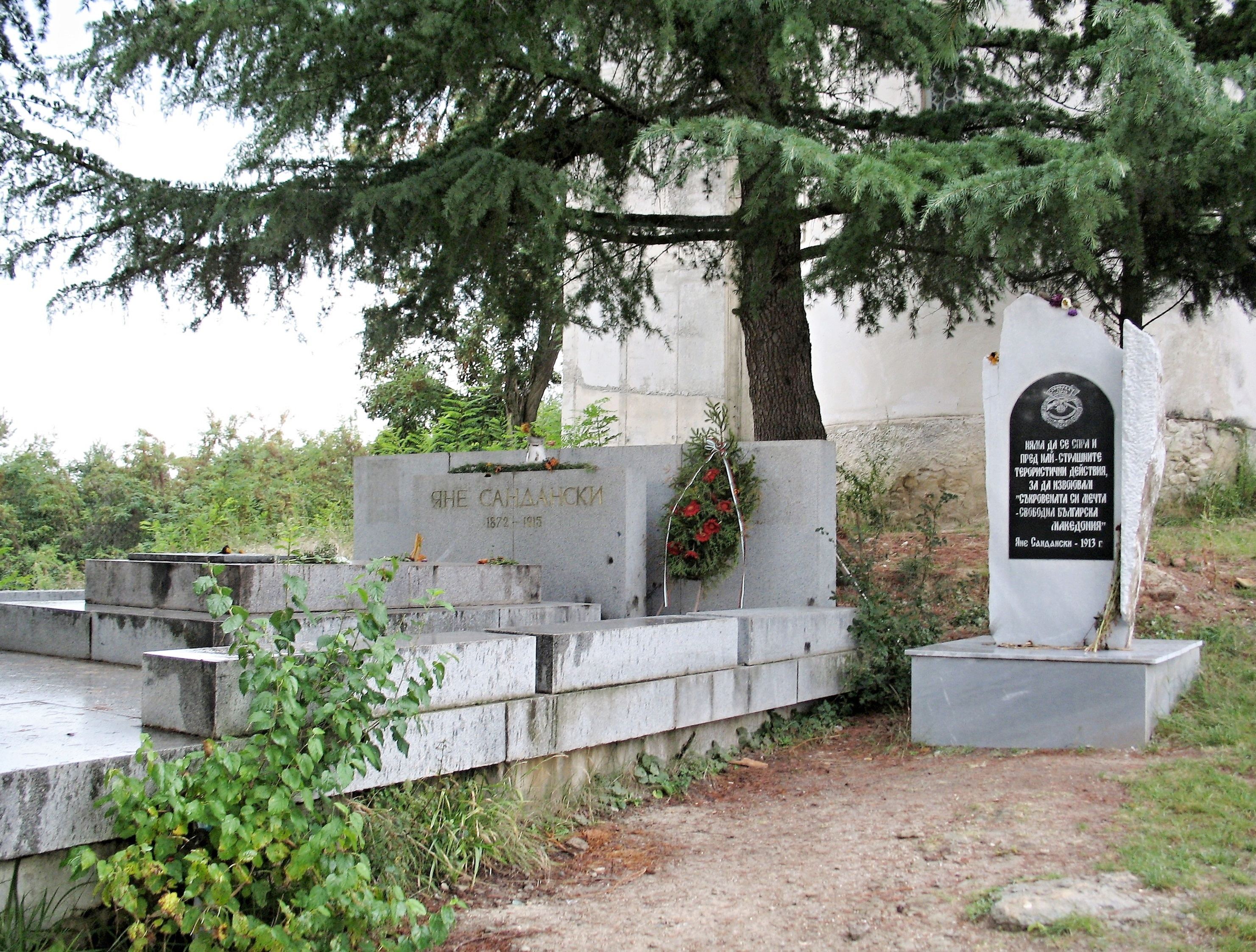
Hrob Jane Sandanského poblíž Roženského kláštera na jihu Bulharska

O Jane Sandanském se zpívá v hymně Severní Makedonie, jejíž slova napsal Vlado Maleski roku 1942. Jeho jméno je v hymně provoláváno spolu s Pitu Gulim, Goce Delčevem a Dame Gruevem (všichni byli členy VMRO). V druhé sloce hymny se zpívá: „Odnovo sega znameto se vee na Kruševskata Republika / Goce Delčev, Pitu Guli / Dame Gruev, Sandanski! Goce Delčev, Pitu Guli / Dame Gruev, Sandanski!“, tedy „Znovu vlaje vlajka Kruševské republiky! / Goce Delčev, Pitu Gruli, / Dame Gruev, Sandanski! / Goce Delčev, Pitu Gruli / Dame Gruev, Sandanski!“ (Pojem „Kruševská republika“ poukazuje na to, že v Kruševu začalo Ilindenské povstání.)